# Sarvesjaure
För andra betydelser, se Sarvesjaure (olika betydelser).
Sarvesjaure är en sjö i Jokkmokks kommun i Lappland och ingår i Luleälvens huvudavrinningsområde.